# 岐阜県道327号八幡停車場線
岐阜県道327号八幡停車場線（ぎふけんどう327ごう はちまんていしゃじょうせん）とは、岐阜県郡上市の一般県道である。国道156号から長良川鉄道越美南線郡上八幡駅への連絡道路である。

## 概要

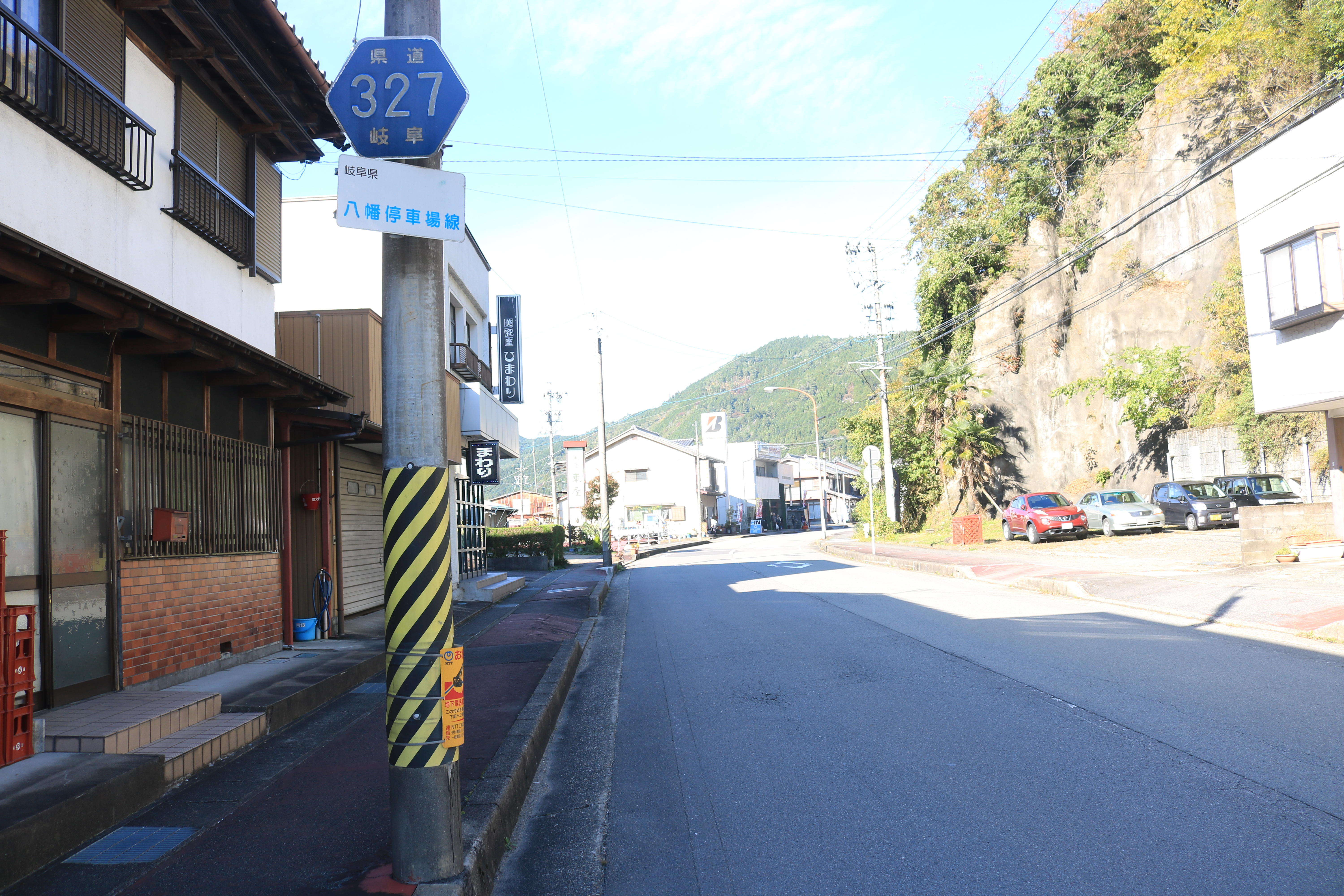
郡上八幡駅前の東側を通る岐阜県道327号八幡停車場線、郡上市八幡町城南町にて

かつての旧国道156号線である。郡上八幡駅の少し南の地点を始点としている地図が多い。230mほどの非常に短い県道である。

### 路線データ
- 起点：岐阜県郡上市八幡停車場（長良川鉄道郡上八幡駅付近）
- 終点：岐阜県郡上市城南町 城南交差点（国道156号、国道256号〔国道472号重複〕交点）
- 延長234.5m

## 通過する自治体
- 岐阜県
  - 郡上市

## 主な接続道路
- 国道156号（郡上市 城南交差点）
- 国道256号（国道472号重複：郡上市 城南交差点）

## 周辺

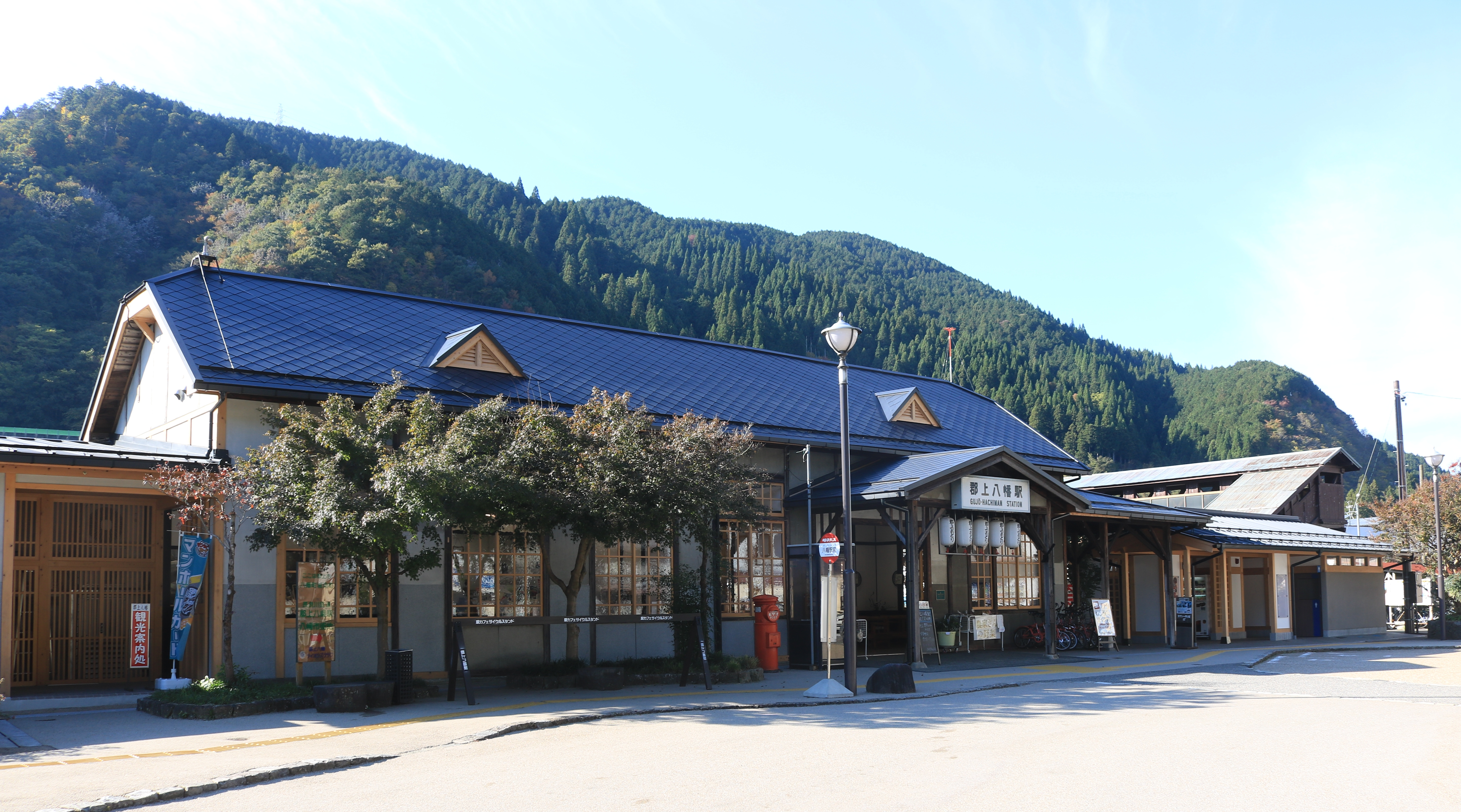
長良川鉄道の郡上八幡駅

- 郡上八幡駅（長良川鉄道）